# Polizeiruf 110: Memory
Memory ist ein deutscher Kriminalfilm aus dem Jahr 2002. Der Fernsehfilm erschien als 240. Folge der Filmreihe Polizeiruf 110 und wurde vom NDR unter der Regie von Hans Erich Viet produziert. Kriminalhauptkommissar Jens Hinrichs (Uwe Steimle) ermittelt in seinem 18. Fall. Für seinen Kollegen Holm Diekmann (Jürgen Schmidt) ist es der 4. reguläre Einsatz in Schwerin.

## Handlung
Nachdem auf Richter Gotthold ein Anschlag verübt wurde, ermitteln die  Kriminalhauptkommissare Hinrichs und Diekmann. Der Geschädigte vermutet einen Racheakt von Rechtsradikalen. Auffallenderweise leistet die Freundin eines von ihm verurteilten Skinheads Sozialstunden in der Nähe des Gerichts und käme als Täterin in Frage. Noch merkwürdiger ist die Tatsache, dass nach Überprüfung des Projektils eine Waffe identifiziert wird, die vor Jahren bei einem Mord benutzt wurde und sich in der Asservatenkammer der Polizei befindet. Die Kommissare sichern das Gewehr und lassen noch einmal einen Schussabgleich machen. Es stellt sich heraus, dass der damalige Mord nicht mit diesem Gewehr begangen worden sein kann.
Hinrichs und Diekmann lassen sich die entsprechende Akte heraussuchen und stoßen auf einen Fall von 1990. Seinerzeit wurde der Vorsitzende einer Jagdgesellschaft, Professor Werner Müller, mit einer Jagdbüchse erschossen. Täter war der Ex-Stasi-Major Rolf Heidenreich, der ebenfalls Mitglied der Jagdgesellschaft war und sich nach erfolgter Verurteilung noch immer in Haft befindet. Aus den Akten ist ersichtlich, dass auch hier Richter Gotthold das Urteil gesprochen hatte.
Wenige Tage später wird auch auf Oberstaatsanwalt Ratz geschossen. Auch hier aus derselben Waffe, die bei dem Anschlag auf den Richter verwendet wurde. So ist sicher, dass 1990 das falsche Gewehr als Tatwaffe sichergestellt wurde und möglicherweise auch der falsche Täter einsitzt. Diekmann ist fest entschlossen, diesen alten Fall noch einmal zu untersuchen und aufzuklären. Ein erstes Gespräch mit Rolf Heidenreich bringt wenig neue Erkenntnisse. So setzt Diekmann auf den Gutachter von damals: Helmich. Dieser ist mittlerweile Dozent an der Polizeischule in Hamburg. Bei einer Befragung gibt er locker zu, möglicherweise einen Fehler gemacht zu haben. Hinrichs ist das alles suspekt. Er vermutet eine regelrechte „Stasiverschwörung“, die mit Heidenreich einen Sündenbock brauchte.
Nach dem Tod von Werner Müller übernahm seinerzeit Günther Dzieran den Vorsitz der Jagdgesellschaft. Von ihm lassen sich die Kommissare alle Jagdwaffen zeigen und beschlagnahmen eine ähnliche Büchse, wie die angebliche Tatwaffe. Als sich herausstellt, dass dieses Gewehr Oberstaatsanwalt Ratz gehört, nehmen die Kommissare ihn fest. Er leugnet, jemanden erschossen zu haben, räumt jedoch ein, auf den Gutachter Helmich eingewirkt zu haben, weil er damals von Heidenreichs Schuld überzeugt gewesen sei. Jener habe aus Angst um seine persönliche Karriere dem Oberstaatsanwalt nicht zu widersprechen gewagt und das Gutachten entsprechend ausfallen lassen.
Damit ist Rolf Heidenreich rehabilitiert und es bleibt die Suche nach dem wahren Täter und dem Schützen der jüngsten Anschläge. Als verdächtig erscheint Günther Dzieran, der jederzeit an alle Gewehre gelangen und sich so das von Ratz aussuchen konnte, weil dies am unauffälligsten war. Nach Aussage des Oberstaatsanwalts war Dzieran extrem eifersüchtig auf Müller, weil seine Frau Loni eine Affäre mit ihm hatte. Trotz dieser Indizien kann man Dzieran nichts beweisen. Auch die Schüsse, die auf den Richter und den Staatsanwalt abgegeben wurden, können nicht eindeutig zugeordnet werden. Da Hinrichs aber bemerkt, dass sich Dzierans Frau und die Tochter des damaligen Opfers gut kennen, liegt nahe, dass Loni Dzieran die Schüsse abgegeben hatte, um den Justizbeamten auf „die Sprünge“ zu helfen.

## Hintergrund
Jürgen Schmidt ermittelt in seinem vierten Fall. Er trat erstmals als Robert Dieckmann in Die Macht und ihr Preis neben Uwe Steimle im Polizeiruf als Vertretung für den erkranken Kurt Böwe auf. In Seestück mit Mädchen wurde er Hinrichs offizieller Partner und sein Charakter in Holm Diekmann umbenannt.

## Kritik
Die Kritiker der Fernsehzeitschrift TV Spielfilm vergaben die beste Wertung (Daumen nach oben) und meinten: „Ein verschlungener Fall aus deutsch-deutscher Vergangenheit, bewältigt mit sanfter Ironie.“.